# Управление на отпадъците
Управление на отпадъците (на английски: waste management) е събирането, транспортирането, преработката или изхвърлянето, управлението и контролът на отпадъчните материали. Терминът обикновено се отнася до материали, произведени от човешка дейност, като процесът общо взето се извършва, за да намали въздействието им върху здравето, околната среда или естетиката. Управлението на отпадъците е отделна практика от възстановяването на ресурсите, която се фокусира върху забавяне на скоростта на потреблението на природни ресурси. Всички отпадъци, независимо дали са твърди, течни, газообразни или радиоактивни, се отнасят за разглеждане от управлението на отпадъците.
Практиките за управление на отпадъците могат да се различават за развитите и развиващите се страни, за градските и селските райони, както и за жилищните и промишлени производители. Управлението на неопасните жилищни и институционални отпадъци в градските райони обикновено е отговорност на местните органи на управление, докато управлението на неопасните търговски и промишлени отпадъци обикновено е отговорност на субект, подчинен на местни, национални или международни органи.

## Методи за третиране

### Депониране
Изхвърлянето на отпадъци в депо включва заравянето им като това продължава да бъде обичайна практика в повечето страни. Депата за отпадъци често са създавани в изоставени или неизползвани каменоломни, минни шахти или ями. Едно добре проектирано и добре управлявано депо може да бъде хигиеничен и сравнително евтин метод за обезвреждане на отпадъчни материали. По-старите, лошо проектирани или лошо управлявани депа могат да създадат редица неблагоприятни въздействия върху околната среда, като например навявания на отпадъци, причинени от вятъра, привличане на паразити. Друг общ продукт на депата е газът (предимно съставен от метан и въглероден двуокис), който се произвежда като органичен отпадък, разграждайки се анаеробно. Този газ може да създаде проблеми с миризмата, да унищожи растителната повърхност и представлява парников газ.
Проектните характеристики на съвременните депа включват методи за ограничаване на инфилтрата като например глина или синтетичен хастарен материал. Депонираният отпадък обикновено се сгъстява, за да се увеличи плътността и стабилността му, и се покрива, за да се предотврати привличането на вредители (като мишки и плъхове). Много от депата за отпадъци имат също инсталирани системи за извличане на сметищен газ. Газът се изпомпва от депото, използвайки перфорирани тръби, и пламва или изгаря в газов двигател за генериране на електричество.

### Изгаряне
Изгарянето е метод за отстраняване, в който твърди органични отпадъци се подлагат на изгаряне, за да се превърнат в отпадъчни и газообразни продукти. Този метод е полезен за изхвърляне на остатъка, както при обработването на твърдите отпадъци, така и на твърдия остатък от пречистването на отпадъчните води. Този процес намалява обемите на твърдите битови отпадъци до 20 – 30% от първоначалния обем. Изгарянето и други системи с висока температура за третиране на отпадъци понякога се описват като „термична обработка“. Пещите за горене на смет превръщат отпадъчните материали в топлинна енергия, газ, пара и пепел.
Изгарянето се извършва както в малък мащаб от отделните хора, така и в по-голям мащаб от страна на промишлеността. То се използва, за да се разреши проблемът с твърдите, течни и газообразни отпадъци и е признато като практически метод за обезвреждане на определени опасни отпадъчни материали (като биологични медицински отпадъци например). Изгарянето е спорен метод за обезвреждане на отпадъци, заради проблеми, като например емисиите на замърсяващи газове.
Изгарянето е обичайна практика в страни като Япония, където земята е по-ограничен ресурс, тъй като съоръженията, които се използват, обикновено не се нуждаят от толкова много пространство както депата за отпадъци. „Отпадъци за производство на енергия“ (waste-to-energy) или „енергия от отпадъци“ (energy-from-waste) са широко използвани термини за съоръжения, които изгарят отпадъци в пещ или котел за генериране на топлина, пара или електричество. Изгарянето в пещ за горене на смет не винаги е добро и се срещат притеснения относно замърсяващи околната среда вещества в газовите емисии от комините на пещите. Особена загриженост предизвикват някои много устойчиви органични вещества като диоксини, фурани, които могат да бъдат създадени и които могат да имат сериозни последствия за околната среда.

### Рециклиране
Рециклирането е практика за възстановяване на ресурсите, която се отнася до събирането и повторното използване на отпадъчни материали като например празни кутии за напитки. Материалите, от които са изработени елементите, могат да се преработват и превръщат в нови продукти. Материалът за рециклиране може да се събира отделно от останалите отпадъци, използвайки специални контейнери, а превозните средства за събиране са отделени директно от смесените отпадъчни потоци и са известни като контролирано рециклиране, което изисква собственикът на отпадъците да ги разделя в различни контейнери (обикновено кошчета на колела) преди събирането им.
Най-често срещаните продукти, които се рециклират, включват алуминий като например кутийки за напитки, мед под формата на тел, стоманени кутии за храни и флакони, стари стоманени мебели или оборудване, полиетиленови и пластмасови бутилки, стъклени бутилки и буркани, картонени кашони, вестници, списания и лека хартия, и кутии от вълнообразни плоскости.
ПВЦ материалите, полиетиленът с ниска плътност, полипропиленът, полистиролът също се рециклират. Тези продукти обикновено са съставени от един вид материал, което ги прави относително лесни да се рециклират в нови продукти. Рециклирането на сложни продукти (като компютри и електронно оборудване) е по-трудно, поради допълнителния демонтаж и разделяне, които се изискват.
Видът на материала, приет за рециклиране, варира в зависимост от града и страната. Всеки град и държава има различни програми за рециклиране на място, от което могат да се справят с различни видове рециклируеми материали. Въпреки това, определени различия в приемането са отразени в стойността на материала за препродажба, след като той веднъж е преработен.

### Устойчивост
Управлението на отпадъците е ключов компонент в способността на бизнеса да поддържа акредитация по ISO14001. Дружествата се насърчават да подобряват своята екологична ефективност всяка година чрез премахването на отпадъци чрез практики за възстановяване на ресурсите, които са дейности, свързани с устойчивостта. Един от начините да се направи това е чрез преориентиране на управлението на отпадъците към практики за оползотворяване на ресурсите, като рециклиране на материали като стъкло, парчета храна, хартия и картон, пластмасови бутилки и метал.

### Биологично преработване
Възстановимите материали, които са органични по своя характер, като например растителен материал, парчета храна и изделия от хартия, могат да бъдат възстановени чрез процеси на наторяване и разграждане, за да може органичната материя да се разложи. Полученият органичен материал след това се рециклира като тор или се използва за наторяване за земеделски или свързани с озеленяването цели. В допълнение, отпадъчните газове от процеса (например метан) могат да бъдат уловени и да се използват за максимизиране на ефективността при генерирането на електрическа и топлинна енергия (комбинирано производство). Стремежът при биологичната обработка в управлението на отпадъците е да се контролира и да се ускори естественият процес на разлагане на органичната материя.

### Оползотворяване на енергията
Енергийното съдържание на отпадъчните продукти може да бъде впрегнато пряко чрез използването им като директно гориво за изгаряне или косвено чрез преработката им в друг вид гориво. Топлинната обработка варира от използването на отпадъците като източник на гориво за готвене или за отопление и използването на газообразно гориво до гориво за котли за производство на пара и електричество в турбина. Пиролизата и газификацията са две свързани форми на термична обработка, при която отпадъчните материали се нагряват до високи температури с ограничена наличност на кислород. Процесът обикновено протича в запечатан съд под високо налягане. Пиролизата на твърди отпадъци превръща материала в твърди, течни и газообразни продукти. Течността и газта могат да бъдат изгаряни за производство на енергия или да бъдат рафинирани в други химични продукти (химични рафинерия). Твърдият остатък (въглен) понататък може да бъдат рафиниран в продукти като например активен въглен. Газификацията и напредналата плазмено-дъгова газификация се използват за преобразуване на органични материали директно в синтетичен газ, съставен от въглероден окис и водород. След това газът се изгаря за производството на електроенергия и пара. Една алтернатива на пиролизата е разлагането под висока температура и суперкритично водно налягане (хидротермално монофазно окисление).

### Възстановяване на ресурсите
Възстановяването на ресурсите (за разлика от управлението на отпадъците) използва опити за анализ на жизнения цикъл, за да предложи алтернативи за управление на отпадъците. За смесените твърди битови отпадъци редица всеобхватни проучвания показват, че предпочитаният път е управлението, разделянето по източници и събирането, следвани от повторната употреба и рециклирането на неорганични частици и енергия и производство на тор от органичен материал чрез анаеробно усвояване.